# Flagge der Vereinten Nationen
Die Flagge der Vereinten Nationen ist seit dem 20. Oktober 1947 das offizielle Kennzeichen der Vereinten Nationen UN. Heute wird es oft auch als Symbol der gesamten Erde bzw. Menschheit gesehen.

## Darstellung

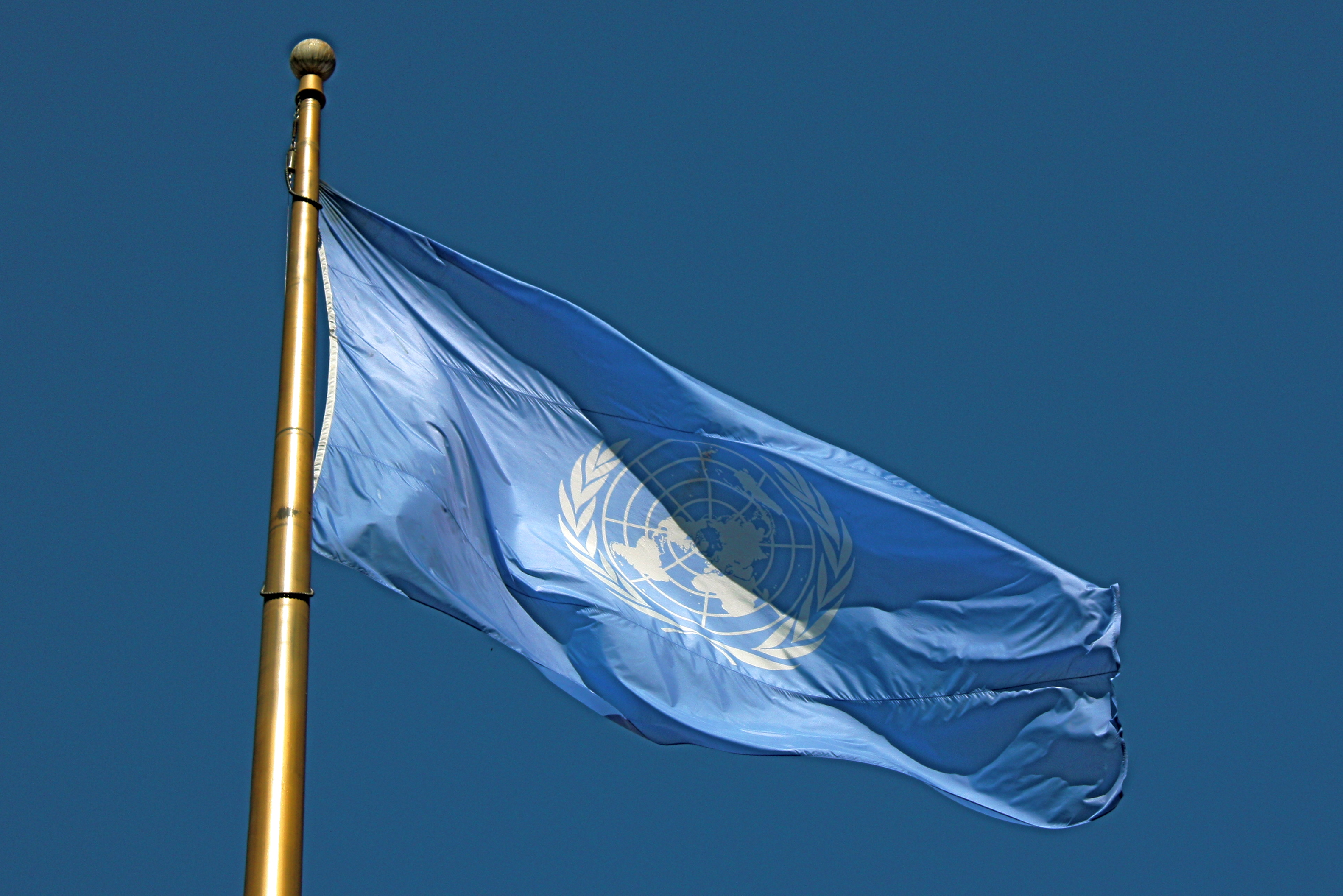
UN-Flagge auf dem United Nations Plaza in San Francisco

Die Flagge zeigt auf einem himmelblauen Flaggentuch in weiß den Erdkreis umrahmt von zwei Olivenzweigen. Die Karte zeigt die gesamte von Menschen bewohnte Landmasse – also ohne Antarktis. Im Mittelpunkt liegt der geographische Nordpol und um ihn herum die Kontinente der Nordhalbkugel; die Südhalbkugel ist durch die Projektion, welche einer mittabstandstreuen Azimutalprojektion ähnelt, verzerrt und flächenmäßig zu groß dargestellt.
Die Olivenzweige sind ein klassisches Friedenszeichen. Die Flagge zeigt damit das Grundanliegen der Vereinten Nationen: Die ganze Welt in Frieden vereint.

## Geschichte
Die Flagge der Vereinten Nationen wurde am 20. Oktober 1947 durch Resolution 167 (II) der Generalversammlung der Vereinten Nationen angenommen. Sie ist einer ersten Fassung von April 1945 sehr ähnlich. Der einzige Unterschied besteht darin, dass die ursprüngliche Version den amerikanischen Doppelkontinent nach unten zeigt; 1947 wurden der Nullmeridian und damit Europa und Afrika nach unten gedreht.
Die Resolution ermächtigte den Generalsekretär der Vereinten Nationen, grundlegende Bestimmungen zur Benutzung der Flagge zu treffen. Dem kam er am 19. Dezember 1947 durch Erlass des Flag Code nach. Detailliertere Regelungen erließ er später mit den Flag Regulations. Nach Artikel 7 des Flag Code ist jede kommerzielle Nutzung der Flagge verboten.
Während Fahrzeuge der Vereinten Nationen weiß sind, sind Helme und Barette im Hellblau der Flagge gehalten. Daher kommt der Begriff Blauhelme.
Mit der „Konvention über die Sicherheit von Personal der Vereinten Nationen und beigeordnetem Personal“ vom 9. Dezember 1994 wurden Flagge und Symbol der Vereinten Nationen zum Schutzzeichen erklärt, welches zivilen Mitarbeitern und Blauhelmsoldaten von UN-Friedenstruppen und deren Einrichtungen Schutz bei bewaffneten Konflikten zusichert. In diesem Zusammenhang ist ihre Benutzung rechtlich eingeschränkt. Bis dahin trugen Fahrzeuge teilweise statt des Schriftzugs „UN“ das Rote Kreuz.

## Flaggen einzelner UN-Organisationen
Die Flaggen der einzelnen Organisationen der Vereinten Nationen basieren alle auf der Basisflagge der UN – hellblaues Flaggentuch mit weißen Aufdruck. Einige nutzen ebenfalls die Olivenzweige oder das Koordinatenraster.
| Organisation                                                            | Flagge | Flaggenbeschreibung |
| ----------------------------------------------------------------------- | ------ | --- |
| IAEO International Atomic Energy Agency                                 |        | Die Internationale Atomenergieorganisation benutzt die Olivenzweige der UN-Flagge, denen ein symbolisches Bohrsches Atommodell des Beryllium-Atoms mit vier Elektronen eingeschrieben ist.                                                                    |
| ICAO International Civil Aviation Organization                          |        | Die Internationale Zivilluftfahrt-Organisation benutzt die Flagge der UN und das Koordinatenraster, ergänzt um zwei stilisierte Flügel als Symbol für die Luftfahrt.                                                                                          |
| ILO International Labour Organization                                   |        | |
| IMO International Maritime Organization                                 |        | Die Internationale Seeschifffahrts-Organisation benutzt die Flagge der UN, bei der dem geschrumpften UN-Emblem zwei gekreuzte Anker mit Kette unterlegt sind.                                                                                                 |
| ITU International Telecommunication Union                               |        | Die Internationale Fernmeldeunion benutzt für die Flagge einen Globus, dem ein Blitz als Symbol für Elektrizität und die englische Abkürzung der Organisation ITU aufgelegt sind.                                                                             |
| UNESCO United Nations Educational, Scientific and Cultural Organization |        | Die Organisation der Vereinten Nationen für Erziehung, Wissenschaft und Kultur benutzt eine UN-blaue Flagge mit einem weißen Emblem, gebildet aus einem stilisierten Tempel, dessen Säulen aus der englischen Abkürzung des Namens der Organisation bestehen. |
| UNICEF United Nations International Children’s Emergency Fund           |        | Das Kinderhilfswerk der Vereinten Nationen benutzt die Basisflagge der UN mit den Olivenzweigen, auf der die Silhouette einer Mutter mit Kind aufgelegt ist.                                                                                                  |
| UNPA United Nations Parliamentary Assembly                              |        | Die Parlamentarische Versammlung bei den Vereinten Nationen benutzt die Basisflagge der UN mit den Olivenzweigen, nur statt ein Globus das Parlament. |
| UPU Universal Postal Union                                              |        | Der Weltpostverein benutzt eine UN-blaue Flagge mit dem weißen Organisationslogo. |
| WHO World Health Organization                                           |        | Die Weltgesundheitsorganisation benutzt die Flagge der UN, bei der dem UN-Emblem der Äskulapstab als Symbol der Heilkunde aufgelegt ist. |
| WMO World Meteorological Organization                                   |        | Die Weltorganisation für Meteorologie benutzt die Flagge der UN, bei der über dem UN-Emblem ein Kompass-Stern und die französische Abkürzung der Organisation OMM und englische WMO stehen.                                                                   |
| UNIDO United Nations Industrial Development Organization                |        | Die Organisation der Vereinten Nationen für industrielle Entwicklung benutzt die Flagge der UN, bei der in dem UN-Emblem die Abkürzung der Organisation steht.                                                                                                |
| WFP United Nations World Food Programme                                 |        | Die Welternährungsprogramm der Vereinten Nationen benutzt eine Flagge mit weißen Hintergrund, mit einer Ähre im Mittelpunkt und darüber die Schrift WFP. |

## Flaggenentwürfe auf Basis der UN-Flagge
In einigen Ländern, in denen z. B. nach Kriegen mit Hilfe der UN das Staatswesen neu aufgebaut wird, wurden Flaggen vorgeschlagen, welche als neutralen Kompromiss und Zeichen des erhofften Friedens die Farben der UN-Flagge enthalten.

Antarktis (Entwurf)
Bosnien und Herzegowina (Entwurf)
Bosnien und Herzegowina (Entwurf)
Bosnien und Herzegowina (Entwurf)
Somalia, seit 1954
Treuhandgebiet Pazifische Inseln, 1965–1980er
Mikronesien, seit 1979
Kambodscha/UNTAC, 1992–1993
Kosovo (Entwurf)

## Trivia

### Darstellung in Computersystemen
Seit Emoji Version 4.0 aus dem November 2016 kann man ein UN-Flaggen-Piktogramm in der Textverarbeitung mit Computersystemen einfügen.